# Strzelba Mossberg 500
Mossberg 500 – seria amerykańskich strzelb typu pump action, produkowana od 1961 roku przez przedsiębiorstwo O.F. Mossberg & Sons. Poszczególne modele broni różnią się kalibrem, długością lufy, pojemnością magazynka oraz materiałem wykonania kolby. Broń przeznaczona jest na rynek cywilny (w tym jako broń myśliwska), dla policji oraz wojska.
Na bazie serii 500 opracowana została strzelba Mossberg 590.